# Micheil Cziaureli
Micheil Cziaureli (gruz. მიხეილ ჭიაურელი; ros. Михаил Едишерович Чиаурели; Michaił Jediszerowicz Cziaureli; ur. 25 stycznia?/6 lutego 1894 w Tyflisie, zm. 31 października 1974 tamże) – radziecki reżyser filmowy i teatralny, aktor i scenarzysta gruzińskiego pochodzenia. Poprzez swoje socrealistyczne filmy z lat 40. i 50. XX w. uważany obecnie za największego apologetę Józefa Stalina.

## Życiorys
Micheil Cziaureli urodził się w stolicy Gruzji Tyflisie (ob. Tbilisi) w 1894 roku na terytorium ówczesnego Imperium Rosyjskiego. W 1912 roku ukończył Tyfliska Szkołę Malarstwa i Rzeźby. Od 1915 roku pracował jako aktor, reżyser i scenograf teatrów w Tyflisie, Kutaisi i Batumi. W 1921 roku uczestniczył w tworzeniu Rewolucyjnego Teatru Satyry działającego przy ROSTA. W okresie tym zadebiutował jako aktor – wystąpił w dwóch filmach Iwana Pieriestianiniego: Arsen Dżordżiaszwili (1921) i Twierdza suramska (1922). W latach 1922–1924 przebywał w Niemczech gdzie studiował rzeźbę. 1924–1926 tworzył jako rzeźbiarz w rodzinnym Tyflisie. Zyskał wtedy sławę jako autor pierwszego w Gruzji popiersia Lenina. 1926–1928 – aktor i reżyser teatrów działających przy Proletkultcie oraz ponownie aktor filmowy. 1926–1941 – reżyser i kierownik artystyczny Gruzińskiego Teatru Operetki imienia Wasilija Abaszydzego. Od 1928 roku reżyser, a od 1940 kierownik artystyczny Goskinoproma Gruzji (przemianowanej następnie na „Gruzja-Film”) – państwowej wytwórni filmowej Radzieckiej Gruzji.
W roli reżysera zadebiutował w 1928 wespół z Jefimem Dziganem rewolucyjnym dramatem pt. Pierwszy kornet Strieszniew. Od tego momentu aż do połowy lat 30. konsekwentnie reżyserował probolszewickie filmy. Był scenarzystą pierwszego gruzińskiego filmu dźwiękowego – Ostatnia maskarada z 1934 roku. W 1937 roku kolejnym rewolucyjno-historycznym dramatem pt. Arsen zwrócił na siebie uwagę dyktatora Stalina. Nie bez znaczenia był tu fakt, że podobnie jak satrapa pochodził z Gruzji. Rok później (1938) wyreżyserował dramat rewolucyjny o „rewolucji październikowej” pt. Wielka łuna, gdzie po raz pierwszy wyolbrzymił rolę Stalina w opisywanych wydarzeniach. W roli dyktatora obsadził Micheila Gelowaniego (później najbardziej znanego odtwórcę ról Stalina w kinie radzieckim). Film bardzo spodobał się Stalinowi – Cziaureliego uhonorowano dwiema Nagrodami Stalinowskimi I-ego stopnia za dotychczasowy dorobek filmowy. W sumie, w późniejszych latach, otrzymał ich pięć. W 1946 roku Cziaureli wyreżyserował Przysięgę – kolejny socrealistyczny obraz, który przedstawiał Józefa Stalina jako jedynego, prawowitego spadkobiercę idei Lenina. Film ten przyniósł Cziaureliemu międzynarodową sławę, bowiem na MFF w Wenecji otrzymał najwyższe wyróżnienie – Złoty Medal. W ZSRR stał się niekwestionowanym numerem jeden pośród twórców filmowych. Jego pozycję ugruntowały Upadek Berlina z 1949 i Niezapomniany rok 1919 z 1952. 1946–1955 reżyser studia filmowego „Mosfilm”.
Po śmierci Stalina stracił na znaczeniu. W 1955 został przeniesiony do najmłodszej i mało znaczącej w ZSRR Swierdłowskiej Wytwórni Filmowej, gdzie jako reżyser pracował do 1957. Nie zrealizował tam jednak żadnego filmu. W 1957 roku powrócił do „Gruzja-Film”, gdzie wyreżyserował swoje cztery ostatnie obrazy fabularne. Nie cieszyły się one jednak dużą popularnością, a jeden z nich „Generał i stokrotki” z 1964, zwrócił koszty produkcji zaledwie w 30 procentach. Jego ostatnimi dziełami były filmy animowane, których w sumie wyreżyserował lub współwyreżyserował w latach 1968–1973 osiem.
Wykładowca szkoły filmowej w Tbilisi i WGIK.
Deputowany Rady Najwyższej ZSRR I, II i III kadencji (1937–1954).
Pochowany na Panteonie Mtacminda w Tbilisi.

## Wybrana filmografia
- 1921 – Arsen Dżordżiaszwili – Arsen Dżordżiaszwili
- 1922 – Twierdza suramska – Osman
- 1928 – Pierwszy kornet Strieszniew – reżyser
- 1934 – Ostatnia maskarada – reżyser
- 1937 – Arsen – reżyser
- 1938 – Wielka łuna – reżyser
- 1943 – Gieorgij Saakadze – reżyser
- 1946 – Przysięga – reżyser, scenarzysta
- 1949 – Upadek Berlina – reżyser, scenarzysta
- 1952 – Niezapomniany rok 1919 – reżyser, scenarzysta
- 1957 – Wdowa Otarowa – reżyser
- 1964 – Generał i stokrotki – reżyser

## Nagrody i odznaczenia
- MFF w Wenecji (1946) – Złoty Medal za film Przysięga
- MFF w Karlowych Warach (1950) – Grand Prix (Złoty Globus) za film Upadek Berlina
- MFF w Karlowych Warach – Grand Prix (Złoty Globus) za film Niezapomniany rok 1919
- Ludowy Artysta Gruzińskiej SRR (1943)
- Ludowy Artysta ZSRR (1948)
- Nagroda Stalinowska I st. (1941 – za filmy: Arsen i Wielka łuna, 1943 – za I cz. filmu Gieorgij Saakadze, 1946 – za II cz. filmu Gieorgij Saakadze, 1947 – za film Przysięga, 1950 – za film Upadek Berlina)
- Order Lenina (trzykrotnie)
- Order Czerwonego Sztandaru Pracy
- Order Czerwonej Gwiazdy
- Medal „Za ofiarną pracę w Wielkiej Wojnie Ojczyźnianej 1941–1945”

## Życie osobiste
- Mąż aktorki Weriko Andżaparidze, z którą miał córkę Sopiko (również aktorkę). Wujek znanego reżysera Gieorgija Danelii.